# Patreon
Patreon је платформа за монетизацију која пружа пословне алате за ауторе садржаја да покрећу услугу претплате и продају дигиталне производе. Помаже ауторима и уметницима да зараде стални приход обезбеђујући награде и погодности својим претплатницима. Patreon наплаћује провизију од 9 до 12 одсто месечног прихода аутора, поред накнада за обраду плаћања.
Patreon је познат међу јутјуберима, уметницима веб-стрипова, писцима, подкастерима, музичарима, ауторима садржаја за одрасле, као и другим категоријама аутора који редовно објављују садржај. Омогућава уметницима да добијају средства директно од својих обожавалаца или покровитеља, на периодичној основи или по уметничком делу. Седиште се налази у Сан Франциску.